# Регламент № 1/2005
Регламент № 1/2005/ЄС — нормативно-правовий акт Європейського Союзу, який регулює порядок захисту хребетних тварин, що транспортуються. Регламент був прийнятий 22 грудня 2004 року в Брюсселі Європарламентом та Радою Європейського Союзу і набрав чинности 5 січня 2005 року. Був підписаний Корнелісом Верманом. Регламент спрямований на захист тварин, що транспортуються будь-яким видом транспорту та пов'язаними з цим операціями.

## Прийняття

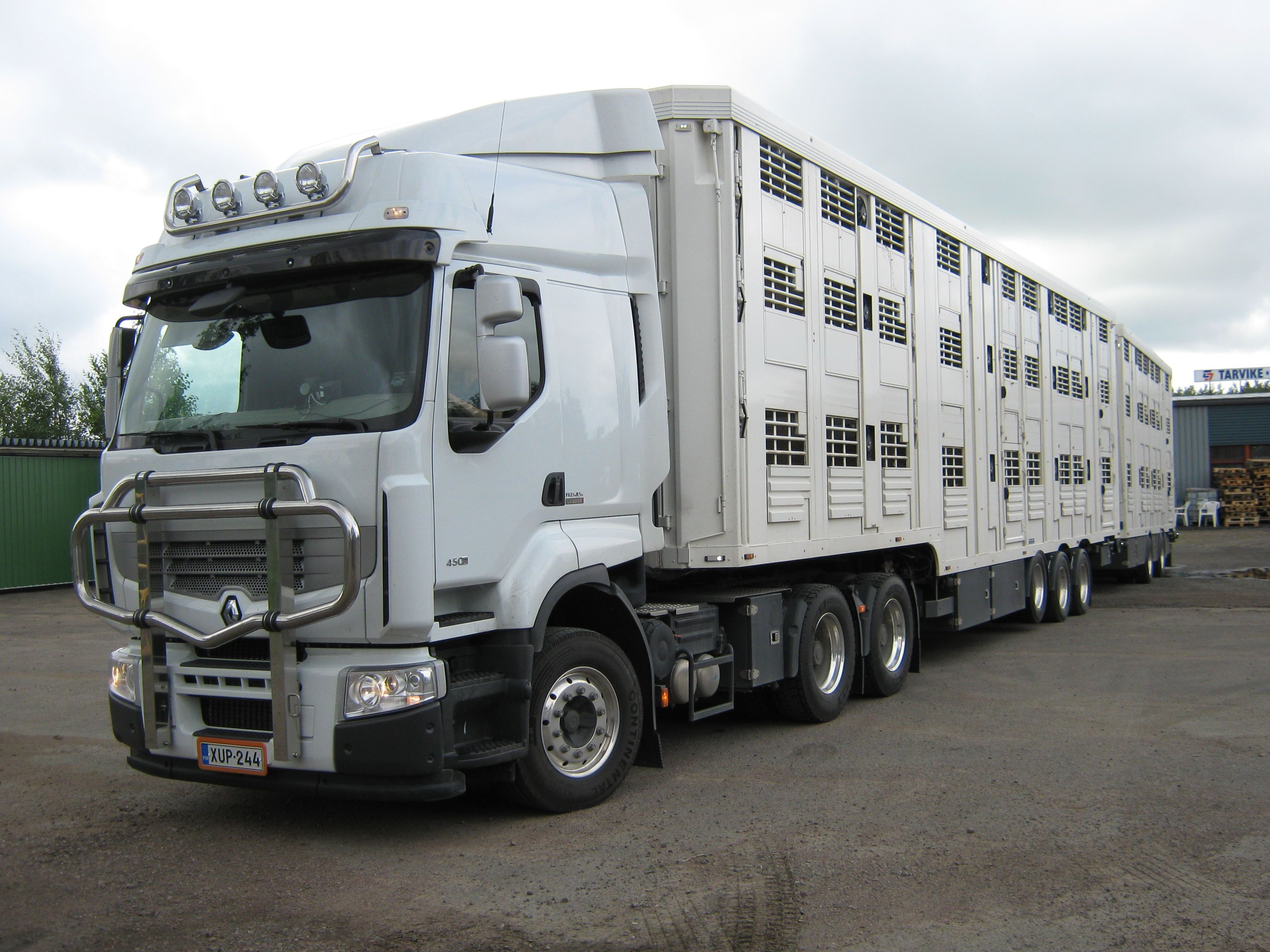
Сучасний вантажний автомобіль для комфортного перевезення тварин

22 грудня 2004 року було зроблено наступний крок по забезпеченню тварин, що транспортуються належними умовами та покращенню їх загального стану утримання. Регламент не став нововведенням, оскільки до його прийняття на території ЄС вже діяли норми Директиви 86/609/ЄЕС (англ. Council Directive 86/609/EEC of 24 November 1986 on the approximation of laws, regulations and administrative provisions of the Member States regarding the protection of animals used for experimental and other scientific purposes). Перегляд старих положень та прийняття нового Регламенту мало на меті продемонструвати позицію країн-членів ЄС з одного боку щодо поліпшення здоров'я та безпеки людей, що зайняті у сфері перевезення (наприклад регулювання часу безперервної їзди щоб мінімізувати втому водія), а з іншого  — покращення здоров'я та добробуту тварин шляхом посилення контролю за якістю перевезення та утримання тварин, поводження з ними під час подорожування. Регламент діє з 25 січня 2005 до 14 грудня 2022 року.

## Характеристика документа

### Структура
- Преамбула (Whereas, складається з 31 пункту);
- Розділ I Сфера застосування, визначення та загальні умови транспортування тварин, ст. 1-3 (англ. Chapter I Scope, definitions and general conditions for the transport of animals);
- Розділ II Організатори, перевізники, утримувачі та міста збору, ст. 4-9 (англ. Organisers, transporters, keepers and assembly centers);
- Розділ III Обов'язки й зобов'язання компетентних органів, ст. 10-22 (англ. Duties and obligations of the competent authorities);
- Розділ IV Забезпечення та обмін інформацією, ст. 23-29 (англ. Enforcement and exchange of information);
- Розділ V Процедура імплементації урядами та комітетами, ст. 30-32 (англ. Implementing powers and committee procedure);
- Розділ VI Прикінцеві положення, ст. 33-37 (англ. Final provisions);
- Перехідні положення (Annex I—VI)

### Завдання
Мета Регламенту — забезпечити належне перевезення живих хребетних тварин на території країн-членів ЄС, а також наділення компетентних органів зобов'язаннями щодо специфічних перевірок, які повинні здійснюватися по відношенню до в'їжджаючих та виїжджаючих транспортних засобів, що пересуваються територією ЄС. Положення Регламенту поширюються на тварин, що відносяться до сільського господарства.

## Наслідки
На сьогодні Регламент № 1/2005 ЄС поширюється на весь транспорт, що задіянний у сфері тваринництва в межах території країн-членів ЄС та регулює періоди відпочинку, навчання та допуску водіїв, щільність поголів'я та загальні умови транспортування тварин. На жаль, величезна кількість дерогацій все ще дозволяє транспортувати тварин цілими днями по всій ЄС та поза його меж. Крім того, виконання діючих правил є неналежним, а контроль з боку державних органів недостатнім, що призводить до дуже поганого дотримання та страждань тварин. Ситуація ще більше погіршується, коли тварин експортують до третіх країн: подорожі тривають сотні годин, протягом яких тварини піддаються впливу негативних факторів. Рішення Європейського Суду (СВ C-424/13) говорить про те, що положення Регламенту № 1/2005 ЄС також зобов'язані застосовуються до тих етапів подорожі, що проходять за межами ЄС. З моменту набрання чинності науковими органами та комітетами представлено багато доказів того, що Регламент № 1/2005 ЄС є малопридатним за призначенням. У 2009 році у «Звіті робочої групи з питань захисту прав тварин» (англ. Report of the Animal Welfare Working Group) було зроблено висновок, що Міжнародне епізоотичне бюро повинно рекомендувати поступово припиняти надмірно довге транспортування (включаючи експорт) тварин для подальшого забою. Аналогічну позицію поділяє Європейське агентство з безпеки продуктів харчування, яке у 2011 році також дійшло висновку, що «деякі положення Регламенту не відповідають сучасним науковим знанням». Попри те, що незалежне дослідження впливу Регламенту щодо захисту тварин під час транспортування підтвердило, що «немає ознак того, що добробут тварин під час транспортування значно покращився із впровадженням Регламенту», Європейська Комісія визначила, що не потрібно переглядати законодавчий текст і що стабільна правова ситуація є найкращим підходом до розв'язання виявлених проблем.
У січні 2018 року Комісія ЄС підтвердила, що у випадку укладення угоди, коли Велика Британія виходить із ЄС, вони більше не прийматимуть дозвіл на перевезення, сертифікати компетентності чи сертифікати на затвердження транспортних засобів, видані органом Великої Британії.